# Éclaireuses Éclaireurs de France
Pour les articles homonymes, voir EDF (homonymie).
 (mai 2019).
Les Éclaireuses Éclaireurs de France (EEDF) sont un mouvement de scoutisme laïque créé en 1964 par la fusion des EDF (les Éclaireurs de France, mouvement fondé en 1911) et de la section neutre de la FFE (mouvement fondé en 1921).
Cette association est basée sur une conception initialement neutre et actuellement laïque du scoutisme. L'association est affiliée à la Fédération du scoutisme français. C'est la plus ancienne des associations de scoutisme de France avec les Éclaireuses et Éclaireurs unionistes de France.
Elle appartient à trois fédérations de scoutisme : l'Organisation mondiale du mouvement scout (OMMS), l'Association mondiale des guides et éclaireuses (AMGE) et la Fédération du scoutisme français. L'association loi de 1901 est reconnue d'utilité publique. Elle compte d'après ses indications 17 000 membres.
Elle bénéficie d'un statut de complémentarité avec l'école publique ainsi que de l'agrément du ministère de l'Éducation nationale. Les EEDF disposent aussi des agréments tourisme, jeunesse éducation populaire et vacances adaptées (accueil personnes handicapées). Le mouvement organise également de nombreuses colonies de vacances à destination de jeunes et d'adultes en situation de handicap.

## Historique
En 1910, Nicolas Benoit, alors jeune officier de marine, rencontre Baden-Powell. C'est le 2 décembre 1911, lors de la première assemblée générale que l'association des Éclaireurs de France (EDF) est fondée. Sa devise est « Tout droit », son emblème : un « arc tendu ». L'association est neutre et interconfessionnelle. Le 6 juin 1912, Élisabeth Fuchs organise la première sortie scoute pour des filles, et ce, sans référence confessionnelle,.
Dès 1914, beaucoup de chefs EDF sont mobilisés. D'autres sections d'éclaireuses sont créées, et l'association des Éclaireuses de la rue de Naples est déposée en préfecture. 1920 marque les débuts de la pédagogie des Petites Ailes (équivalent des louveteaux pour les filles), par Renée Sainte-Claire Deville et Marguerite Walther. En 1921, les premières meutes de louveteaux démarrent, portées notamment par Marthe Levasseur. La Fédération française des éclaireuses (FFE) est alors créée. En 1930, les sections Éclaireuses nouvelles deviennent Éclaireuses neutres. Elles deviennent majoritaires au sein de la Fédération Française des Éclaireuses. 1926 marque la création des Routiers (aujourd'hui les Aînés).
En 1935, pour le 25e anniversaire du scoutisme, Baden-Powell est invité à Paris avec une rencontre du Président de la République et un défilé avec plus de vingt mille jeunes à la Porte de Versailles.
En 1936, le Front populaire. Les EDF participent à la création des Centre d'entraînement aux méthodes d'éducation active (CEMEA). Puis, en 1939, à l'apogée du mouvement, c'est la guerre, les EdF s'organisent pour « servir » en pratiquant le secourisme, le ravitaillement et l'accueil des familles « évacuées ».

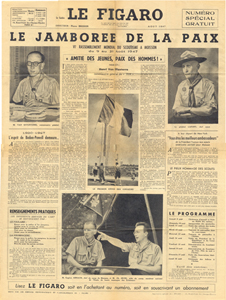
N° spécial gratuit du Figaro pour le Jamboree de 1947.

En 1940, beaucoup de chefs ou routiers EDF vont entrer dans la Résistance et la clandestinité. À l'Oflag IV-D en Saxe où sont prisonniers près de 6 000 officiers, une troupe de 400 scouts est créée, diverses activités dont une « Université » sont organisées.
De 1940 à 1945, les bureaux des EDF sont interdits à Paris. Ils sont hébergés dans une annexe du Pavillon Sévigné à Vichy. Les EDF participent alors, aux côtés du général Lafont, à la création de la Fédération du scoutisme français. Ils y abritent des juifs pourchassés et se livrent à une intense fabrication de fausses cartes de ravitaillement et d'identité.
En 1947, le Jamboree de la paix a lieu en France à Moisson. Le mouvement compte 50 000 éclaireurs en 1948.

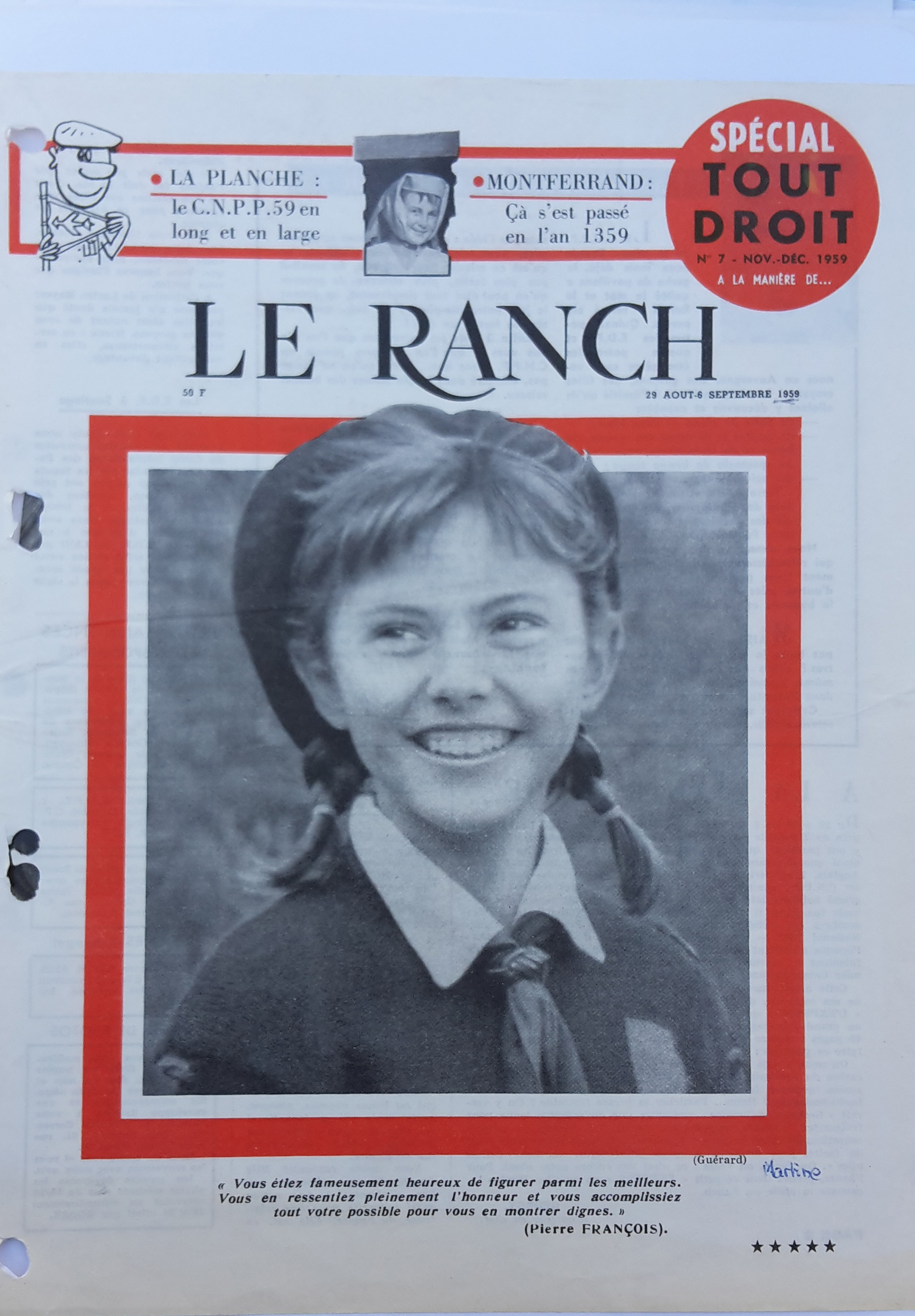
Numéro spécial Le Ranch, Tout Droit de décembre 1959.

Tout Droit était la principale revue des Éclaireurs de France. Elle parut de 1950 à 1964. Sept à onze numéros étaient publiés par an suivant les époques.
Pour l'année du cinquantenaire en 1961, le rassemblement de Clermont-Ferrand réunit 6 000 éclaireurs et éclaireuses, 2 000 louveteaux, des centaines de routiers et de responsables. C'est en 1964 que la section neutre de la FFE (Fédération française des éclaireuses), les Éclaireurs de France et les Éclaireurs français (fondés aussi en 1911 par Pierre de Coubertin) se regroupent dans un même mouvement : les Éclaireuses éclaireurs de France (EEDF). La revue Tout Droit devient L'Équipée et un nouvel emblème est dessiné à partir des deux premiers (le trèfle pour la FFE et l'arc pour les EDF).
Le premier camp de vacances adapté à l'attention des personnes en situation de handicap mental est organisé en 1965. Mais, en 1968, le « grand remue-méninges » fait apparaître les différences sur « être EEDF » : contestation, expériences nouvelles, engagement du Mouvement contre le racisme ou pour la défense de l'environnement. En 1971, 600 jeunes sont présents au grand rassemblement de Cantobre organisé par l'équipe nationale « Route ». Les années suivantes différents évènements ont rythmés les activités des EEDF :
- Aux assises d'Avignon en 1974 , ce sont 2 000 participants qui contribuent a la redéfinition de l'avenir du Mouvement.
- En 1976 pour le top 76. 3 000 louveteaux, éclaireuses, éclaireurs, aînés se retrouvent à Saou dans la Drôme pour un grand festival Initiatives.
- En 1981 La rencontre de Bécours avec le développement de l'informatique, de la radio, les activités scientifiques, l'écologie, le chantier, expression-création est vécue par 3 000 garçons et filles et a ouvert les nouveaux chemins de l'aventure EEDF.
- En 1985 à Mâcon, trois jours pour l'avenir. Pour 2 000 responsables et aînés : « Les Z'Éclés c'est le pied ! ».
- 1989 : navigator, grand jeu d'année toutes branches ; Message aux enfants du monde. 6 000 Eclés à La Courneuve ; scission de plusieurs groupes qui créent la Fédération des éclaireuses et éclaireurs.
- 1990 : premier Cap'Eclé. 600 CE et responsables réunis trois jours à la Couturanderie.
- 1991 : 80e anniversaire de l'Association. 1er BAT'A CLAN des aînés à Bécours.
- 1992 : récompensée du Prix Ig Nobel d'archéologie (parodie du prix Nobel) après qu'un groupe local a effacé des peintures rupestres âgées de plus de 15 000 ans de la grotte de Mayrière supérieure, près du village de Bruniquel.
- 1996 : l'opération nationale Mosaïque couleurs est lancée dans le hameau de Bécours. Cette opération réunira aussi des « Éclés » de toute la France le temps d'un week-end à l'Assemblée nationale à Paris le 7 et 8 mars 1998.
- 1998 : lancement du plan Agir pour grandir, plan d'action de l'Association pour 4 ans de 1998 à 2002.
- 2000 : du 27 juillet au 3 août a lieu le grand rassemblement international Bécours 2000, camp mondial de la Solidarité.
- 2007 : centenaire du scoutisme mondial, Caravane de la paix.
- 2007 : lancement de l'opération Dimbali (« à l'aide » en langue wolof), sur le thème de l'environnement et du développement durable. Rassemblement de 3 000 enfants et jeunes à La Courneuve et Paris pour valoriser 500 projets écocitoyens - Création des Zécolocamps - Dimbali
- 2011 : centenaire du mouvement[11]. Quatre rassemblements nationaux sont organisés du 11 au 13 juin à Carcassonne, Metz[12], Lille et Nantes.
- 2015 : cinquantième anniversaire de la création des services vacances.
- 2016 : Coop'Eclés, un rassemblement pour repenser la pédagogie à destination des ainés et des éclés, ainsi que pour réfléchir à la mise en place d'une action éducative et citoyenne.
- 2019 : Midipyrate, rassemblement de 900 Éclaireuses et Éclaireurs au hameau de Bécours, sur le thème de la rencontre et de l'envie de changer le monde.

## Valeurs fondamentales

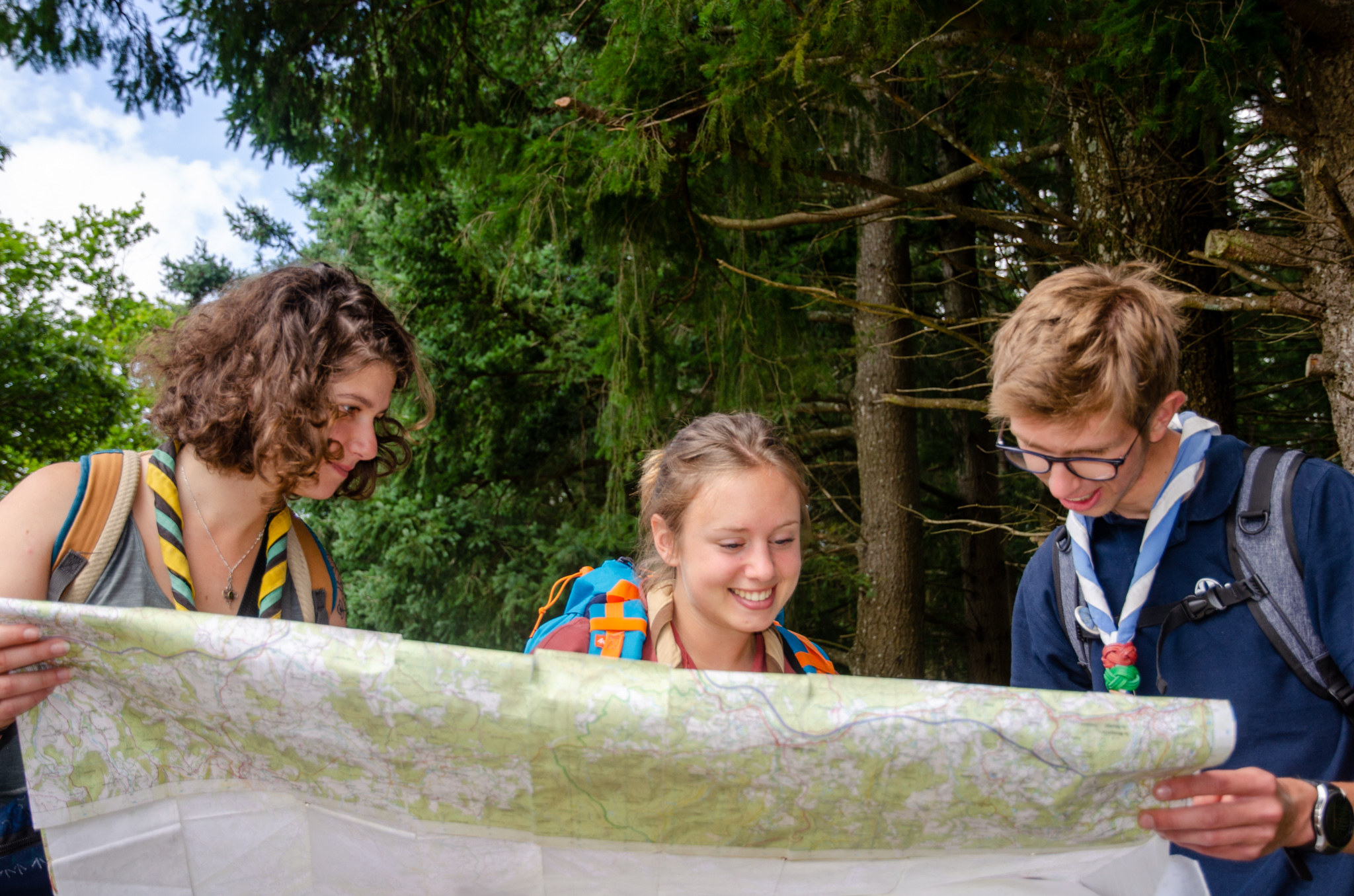
Des éclaireuses et un éclaireur consultant une carte en exploration.

Les Éclaireuses Éclaireurs de France tentent dans leur scoutisme comme dans leur quotidien de faire vivre et de respecter cinq valeurs fondamentales réunies dans la Règle d'Or.
- Laïcité : affirmer le respect fondamental de l'homme dans sa diversité, lutter contre toutes formes de discrimination et d'intolérance.
- Coéducation : s'éduquer réciproquement, éduquer en commun des filles et des garçons.
- Démocratie : faire le choix de relations égalitaires, permettre à chacun avec ses droits et ses devoirs de participer à l'élaboration de projets communs et de prendre des responsabilités.
- Ouverture et solidarité : être ouvert au monde et à l'autre, développer un état d'esprit, d'échange, de partage, d'écoute, de construction commune.
- Engagement pour l'environnement : apprendre à connaître et comprendre le monde, agir pour protéger et faire respecter équilibre et harmonie : l'écocitoyenneté.

## Pédagogie

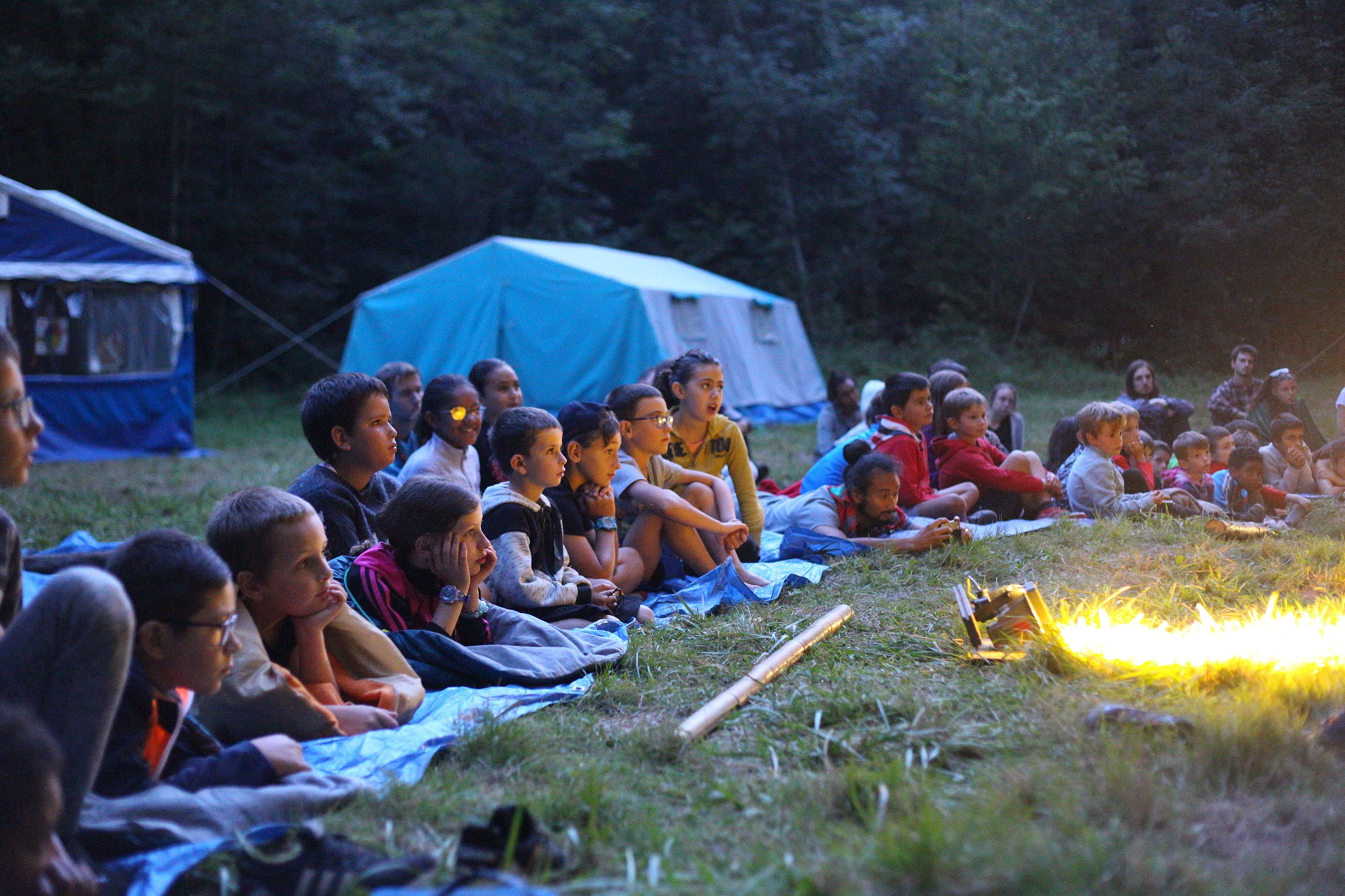
La veillée et les chants autour d'un feu de bois.

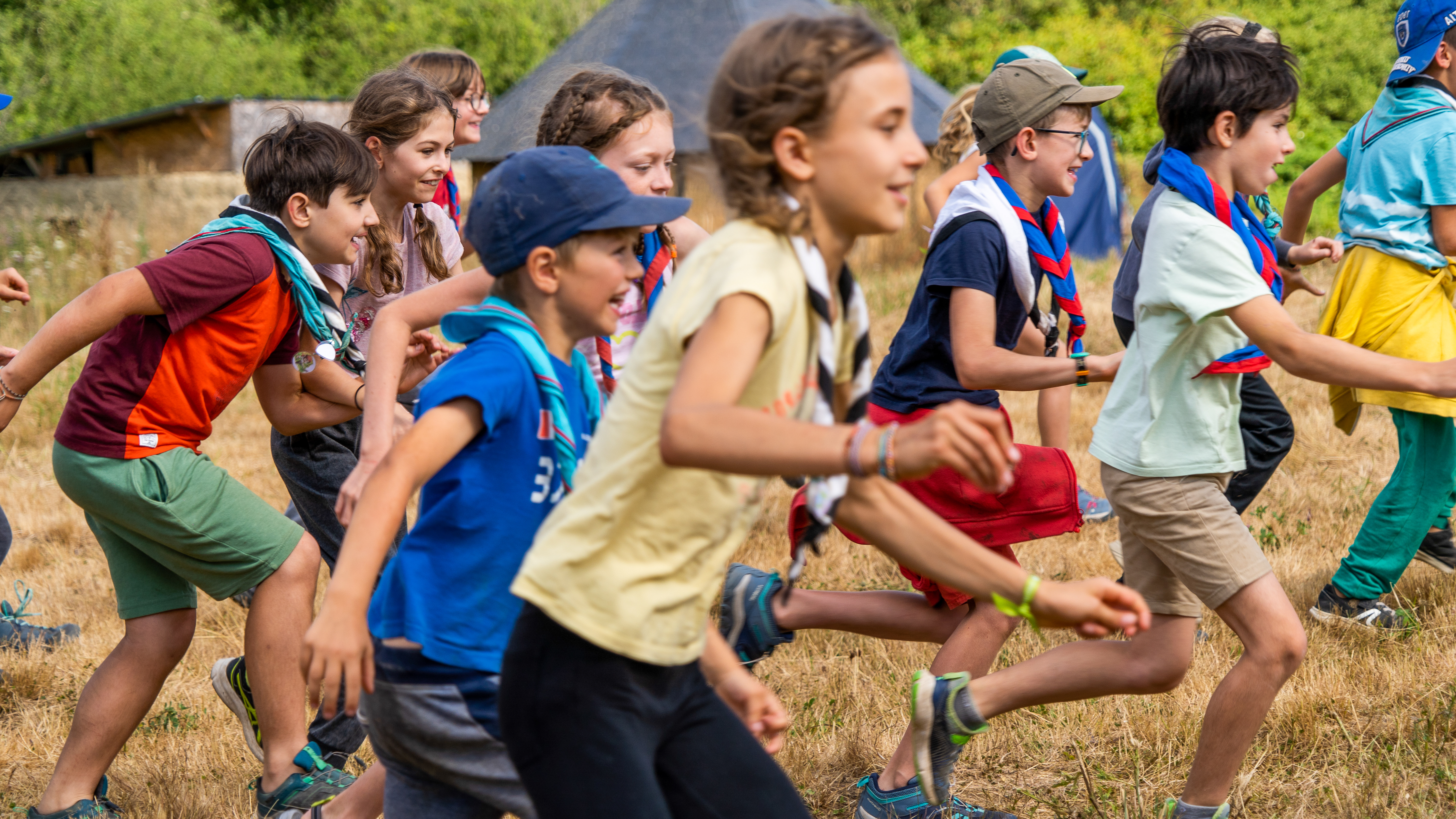
En avant, éclaireuses et éclaireurs !

Les Éclaireuses éclaireurs de France s'inspirent des principes et méthodes du scoutisme pour les adapter à chaque tranche d'âges dans un souci de continuité. Cette pédagogie privilégie la vie en pleine nature, l'éducation par l'action et le jeu, la vie en petites équipes où chacun prend des responsabilités, une pratique quotidienne de la citoyenneté à travers les « Conseils » et la règle de vie, l'apprentissage de l'engagement et une démarche de progression.
Au fil de l'année ou lors du camp d'été, les enfants et les jeunes découvrent, agissent et vivent des aventures adaptées à leur âge.
Le mouvement est organisé en cinq tranches d'âges appelées « branches » :
1. Les lutins et lutines : 6-8 ans
2. Les louveteaux et louvettes : 8-11 ans[14]
3. Les éclaireuses et éclaireurs : 11-15 ans
4. Les aînés et aînées : 15-18 ans[15]

Au-delà de ces propositions, les jeunes peuvent choisir :
1. Les Jaé[16] : 18-25 ans[17] ;
2. Les responsables d'animation : à partir de 17 ans.

Les EEDF sont membres fondateurs de l'Association nationale des conseils d'enfants et de jeunes (Anacej).

## Du scoutisme aux vacances adaptées
Depuis les débuts du scoutisme, le mouvement permet à des jeunes et adultes en situation de handicap de partir en vacances.
En 1950, sous l'impulsion d'Erable Levy-Danon, assistée de Pierre Morand et d'une équipe nationale motivée, la « branche Extension » s'est fixé pour objectif d'adapter le scoutisme E.D.F. aux handicapés de toutes natures (sensoriels, physiques, mentaux). Au sein de séjours inclusifs : les enfants sont intégrés dans des unités scoutes « classiques », mais également au sein de séjours adaptés.
En 2016, il existe encore trois services vacances : un à Orléans, un autre à Caen et enfin un à Chalon-sur-Saône. Chacun possède ses particularités

## Parmi les anciens «éclés»
- Raymond Aubrac, résistant
- Gabriel Amard, homme politique
- André Basdevant, juriste, homme politique
- Reysa Bernson, astronome et responsable du premier planetarium de France
- Bernard Blier, acteur
- Jacques Bloch, résistant et déporté
- Louis-Lucien Boislaville, chanteur et figure de la scène martiniquaise
- Romain Bouteille, figure du café-théâtre
- Manon Bril, historienne et vidéaste web
- Laurent Chambon, sociologue
- Nicole Clarence, résistante, déportée et journaliste
- Julien Clerc, chanteur
- Charlélie Couture, chanteur
- Fernand Deligny, animateur et référence de l'éducation spécialisée
- Janine Despinette, critique spécialisée en littérature jeunesse et fondatrice du site de référence Ricochet
- Jean Louis Fleury, journaliste, auteur, résidant au Québec
- Pierre François, initiateur de mouvements de jeunesse
- Thierry Geffrotin, journaliste à Europe1 (louveteau et éclaireur à Caen)
- Jean-Jacques Goldman, chanteur
- Jacques-Olivier Grandjouan, grammairien et linguiste
- Pierre Jamet, photographe, ténor des Quatre Barbus
- Pierre Joxe, homme politique
- Léo Lagrange, sous-secrétaire d'État aux sports et à l'organisation des loisirs sous le Front populaire
- Germaine Le Guillant, militante des CEMEA et Juste parmi les Nations
- William Lemit, compositeur et musicologue
- Pierre Lescure, journaliste, dirigeant de médias (Antenne 2, Canal+)
- Marthe Levasseur, militante de l'éducation populaire
- Madeleine Lévy, résistante et petite-fille d'Alfred Dreyfus
- Isaure Luzet, résistante et Juste parmi les Nations
- Danièle Poupardin, médecin et militante de la gauche radicale
- Élisabeth Risler-François, Juste parmi les Nations.
- Alexandre Ruiz, journaliste sur Europe 1
- Pierre Sainderichin, journaliste résistant
- Sven Sainderichin, illustrateur et résistant
- Renée Sainte-Claire Deville, pionnière du scoutisme féminin
- Patricia Tourancheau, journaliste
- Agnès Varda, cinéaste
- René Vautier, résistant, cinéaste, anticolonialiste
- Hélène Viannay, résistante et cofondatrice des Glénans
- Simone Veil, femme politique
- Denise Vernay, résistante
- Paul-Émile Victor, fondateur des expéditions polaires françaises
- Jacques Villeret, acteur
- Anne Wahl, résistante et Juste parmi les Nations
- Annette Wieviorka (ou Wievorka), historienne spécialiste de la Shoah